# Murad Bey (Tunesien)
Murad I. (arabisch مراد باي الأول, DMG Murād Bāy al-awwal, geb. vor 1600 auf Korsika als Giacomo Santi;; gest. 1631) war der erste erbliche Bey von Tunis, Gründer der Dynastie der Muraditen. Er regierte von 1613 bis zu seinem Tod.

## Biographie
Giacomo Santi wurde er im Alter von neun Jahren von tunesischen Piraten gefangen genommen und an den ersten Bey von Tunis, den ehemaligen Mamluken Romdhân Bey, verkauft. Er wurde vom Bey erzogen, der ihn 1613 zu seinem Stellvertreter (kahia) ernannte, und nahm an Missionen zur Unterwerfung des Hinterlandes und zum Eintreiben von Steuern an der Spitze einer bewaffneten Kolonne, der mhalla, teil. Er verbündete sich mit Youssef Dey und erlangte nach dessen Tod im Jahr 1613 das Amt seines ehemaligen Herrn. Er wurde durch Piraterie reich und erhielt von der osmanischen Regierung den Titel eines Paschas von Tunis sowie das Recht, sein Amt als Bey mit Zustimmung von Youssef Dey an seinen Sohn und Erben Hammouda weiterzugeben. Auf diese Weise wurde die Dynastie der Muraditen Beys gegründet, deren Vertreter eine führende Rolle in der Regierung Tunesiens spielen sollten.
Murad Bey genoss den Respekt des osmanischen Sultans, hatte aber auch große Verwaltungsautonomie und politische Unabhängigkeit, zweifellos aufgrund der Entfernung zum osmanischen Mutterland. Die Regierung von Tunis – der Dey, der Bey und der Diwan – begann, ohne Wissen des Sultans Friedens- und Handelsverträge mit den Herrschern der großen Staaten Europas abzuschließen. Murad begnügt sich damit, dem Pascha, der die osmanische Regierung in Tunis vertreten soll, alle drei Jahre die Investitur zu überreichen und bei dieser Gelegenheit im Namen des Diwan die traditionellen Geschenke in Geld und Sachleistungen entgegenzunehmen.
Die Machthaber in Tunis forderten von den Städten und Stämmen im Landesinneren lediglich das Minimum an Abhängigkeit, das zur Aufrechterhaltung von Ordnung und Sicherheit erforderlich war. Der Bey des Lagers erhob streng genommen keine Steuer, sondern eine Art jährlichen Tribut, der es den Beteiligten ermöglichte, nach ihren Gewohnheiten und Bräuchen zu leben. Tunesien erlangte unter den ersten Muraditen-Beys Wohlstand durch Handel und die regelmäßige Erhebung von Steuern.
An der Großen Moschee von Kairouan wurden unter der Herrschaft von Murad Bey, der an dem ehrwürdigen Gebäude seine Spuren hinterlassen wollte, einige Restaurierungsarbeiten durchgeführt, die vor allem Teile der bemalten Holzdecken des Gebetsraums betrafen. Diese Arbeiten sind auf das Jahr 1028 der Hidschra (siehe Arabische Zeitrechnung) datiert (das Jahr 1618 im gregorianischen Kalender).